# Kozma István (operaénekes)
Kozma István, Kozma Pista (Albertfalva, 1856. augusztus 19. – Pécs, 1925. december 23.) operett- és operaénekes (tenor).

## Életútja
Hat gimnáziumot végzett, azután asztalosmesterséget tanult apjánál. Később Egerben telepedett le, ahol műhelye a tűzvész áldozata lett. Ekkor (1877) sikerült bekerülnie a Népszínház kórusába, de már félév múlva önálló szereplő lett. 1878-ban Somogyi Károlynál tenorista, azután egy-egy évadra Aradi Gerő (1891−92), Halmay Imre (1893−1894), Krecsányi Ignác (1895−96), utána Dobó Sándor társulataihoz szerződött. 1897 és 1903 között Tiszay Dezsőnél, ill. özvegyénél játszott, tőle Németh Józsefhez szerződött. 1907-től 1910. január 1-jei visszavonulásáig dr. Farkas Ferencnél működött. Ez időben az egri érsekségnél, majd a pécsi püspökségnél templomi énekes volt.

## Ismert szerepei
- Edmond Audran: A baba − Maximius
- Sidney Jones: A gésa − Katána hadnagy
- Lehár Ferenc: Pesti nők − Rozsnyay Fülöp
- Lehár Ferenc: A víg özvegy − Camille de Rosillon
- Carl Millöcker: Szegény Jonathán − Vandergold
- Giacomo Puccini:  Bohémélet − Marcell